# Stig Nyström
Pour les articles homonymes, voir Nyström.
Stig Nyström (né le 25 novembre 1919 en Suède et mort le 31 juillet 1983) est un joueur de football suédois.